# Ovulariopsis passiflorae
Ovulariopsis passiflorae är en svampart som beskrevs av Syd. 1930. Ovulariopsis passiflorae ingår i släktet Ovulariopsis och familjen Erysiphaceae.   Inga underarter finns listade i Catalogue of Life.